# Niesiodł
Niesiodł – staropolskie imię męskie, złożone z członów Nie- (przeczenie) i -siodł ("osada, siedziba"). Znaczenie imienia: "ten, który się nie osiedla".